# Solarana
Solarana ist ein Ort und eine nordspanische Landgemeinde (municipio) mit nur noch 77 Einwohnern (Stand: 2024) im Zentrum der Provinz Burgos in der Autonomen Gemeinschaft Kastilien-León.

## Lage und Klima
Der Ort Solarana liegt ca. 6 km nördlich des Río Arlanza in der kastilischen Hochebene (meseta) knapp 51 km (Fahrtstrecke) südlich der Provinzhauptstadt Burgos in einer Höhe von ca. 905 m; die historisch bedeutsame Kleinstadt Lerma ist nur etwa 10 km in nordwestlicher Richtung entfernt. Das Klima ist gemäßigt bis warm; Regen (ca. 510 mm/Jahr) fällt übers Jahr verteilt.

## Bevölkerungsentwicklung
| Jahr      | 1857 | 1900 | 1950 | 2000 | 2018 |
| Einwohner | 352  | 391  | 310  | 111  | 77   |

Die Mechanisierung der Landwirtschaft, die Aufgabe bäuerlicher Kleinbetriebe und der damit einhergehende Verlust von Arbeitsplätzen haben seit der Mitte des 20. Jahrhunderts zu einem deutlichen Rückgang der Einwohnerzahlen geführt (Landflucht).

## Wirtschaft
Die Einwohner der Landgemeinde leben hauptsächlich von der Landwirtschaft (Ackerbau, Viehzucht und Weinbau); die Gemeinde gehört zum Weinbaugebiet Arlanza (D.O.). Seit den 1960er Jahren spielt auch die sommerliche Vermietung von Ferienhäusern (casas rurales) eine gewisse wirtschaftliche Rolle.

## Geschichte
Über die Ursprünge des Ortes ist so gut wie nichts bekannt. Ein keltisches Castrum aus der Zeit um 200 v. Chr. wurde unweit der Grenze zum Nachbarort Castrillo de Solarana entdeckt, doch sind die Funde spärlich. römische, westgotische und selbst maurische Spuren fehlen. Am 25. März 1608 verkaufte Philipp III. die Grundherrschaft (señorio) über Solarana und mehr als 300 weitere Orte an Francisco Gómez de Sandoval y Rojas, den Herzog von Lerma.

## Sehenswürdigkeiten
- Die kleine aber dreischiffige Iglesia de Nuestra Señora de la Asunción entstand im 15./16. Jahrhundert aus Bruchsteinen an der Stelle eines mittelalterlichen Vorgängerbaus, von dem noch das Portal erhalten ist; der aus exakt behauenen Steinen gemauerte Glockenturm (campanario) erhebt sich oberhalb der Apsis und ist eine spätere Zutat. Im Innern beeindruckt der barocke Hauptaltar aus dem Jahr 1755.
- Vor dem Rathaus auf der Plaza Mayor steht eine Gerichtssäule (rollo).
- In der Ermita de San Miguel wurde ein kleines Museum mit Funden und Werkzeugen aus der Region eingerichtet.